# Coupe du monde de biathlon 2019-2020
Navigation
Édition précédente Édition suivante
La 43e édition de la Coupe du monde de biathlon se déroule entre le 30 novembre 2019 et le 14 mars 2020 et comprend les championnats du monde à Antholz-Anterselva. Comme toutes les manifestations sportives dans le monde, elle est perturbée, particulièrement au mois de mars, par la pandémie de Coronavirus Covid-19. Ainsi, la neuvième et dernière étape à Oslo est annulée, et celles de Nové Město et de Kontiolahti se déroulent à huis clos. Sur un plan sportif, la course au gros globe de cristal se déroule chez les hommes comme chez les dames, jusqu'aux dernières courses, les poursuites de Kontiolahti le 14 mars. 
Johannes Thingnes Bø survole le début de saison, mais il s'absente du circuit international durant deux étapes en janvier en raison de la naissance de son premier enfant. Martin Fourcade, de retour au plus haut niveau après la saison 2018-2019 où il a tout perdu, en profite pour le dépasser au classement général, avant d'annoncer qu'il a décidé prendre sa retraite sportive. À l'arrivée de la poursuite de Kontiolahti, Fourcade remporte la dernière course de sa carrière et sa 83e victoire, s'adjuge les petits globes du sprint et de l'individuel, mais Bø le devance de deux points au classement général, le plus petit écart dans l'histoire de la Coupe du monde chez les hommes. Le Norvégien totalise 10 victoires et le Français 7, dont le titre mondial de l'individuel qui lui permet d'égaler le record d'Ole Einar Bjørndalen avec onze médailles d'or individuelles aux championnats du monde. Émilien Jacquelin, champion du monde de la poursuite, remporte son premier trophée de cristal avec le petit globe de la discipline. Johannes Thingnes Bø s'adjuge celui de la mass-start en plus du gros globe. 
Chez les dames, le début de saison est favorable à Tiril Eckhoff, mais elle passe au travers des championnats du monde (où sa compatriote Marte Olsbu Røiseland réalise l'exploit unique d'être médaillée dans les sept épreuves qu'elle dispute, remportant cinq titres) et laisse le dossard jaune à Dorothea Wierer qui le conserve jusqu'au bout pour fêter son deuxième gros globe consécutif, alors que Kaisa Mäkäräinen, trois fois gagnante du classement général, met elle aussi un terme à sa carrière. Les petits globes reviennent à Hanna Öberg (individuel), Denise Herrmann (sprint), Tiril Eckhoff (poursuite), et Dorothea Wierer (départ groupé). La Norvège remporte les trois classements des relais (hommes, flemmes, mixte), la formation féminine restant invaincue durant tout l'hiver, championnats du monde compris. 
Dans cette édition de la Coupe du monde et d'une manière générale, la Norvège (55 podiums) et la France (51 podiums) dominent largement les débats, loin devant les autres nations.

## Programme
| \| Östersund Hochfilzen Le Grand-Bornand Oberhof Ruhpolding Pokljuka Antholz Nové Město Kontiolahti Oslo \| Les sites des compétitions |
| Östersund Hochfilzen Le Grand-Bornand Oberhof Ruhpolding Pokljuka Antholz Nové Město Kontiolahti Oslo                                  |

## Attribution des points

### Classement par discipline
Pour les classements spécifiques à chaque discipline (individuel, sprint, poursuite, mass-start, relais), l'attribution des points est la suivante :
| Place  | 1  | 2  | 3  | 4  | 5  | 6  | 7  | 8  | 9  | 10 | 11 | 12 | 13 | 14 | 15 | 16 | 17 | 18 | 19 | 20 | 21 | 22 | 23 | 24 | 25 | 26 | 27 | 28 | 29 | 30 | 31 | 32 | 33 | 34 | 35 | 36 | 37 | 38 | 39 | 40 |
| ------ | -- | -- | -- | -- | -- | -- | -- | -- | -- | -- | -- | -- | -- | -- | -- | -- | -- | -- | -- | -- | -- | -- | -- | -- | -- | -- | -- | -- | -- | -- | -- | -- | -- | -- | -- | -- | -- | -- | -- | -- |
| Points | 60 | 54 | 48 | 43 | 40 | 38 | 36 | 34 | 32 | 31 | 30 | 29 | 28 | 27 | 26 | 25 | 24 | 23 | 22 | 21 | 20 | 19 | 18 | 17 | 16 | 15 | 14 | 13 | 12 | 11 | 10 | 9  | 8  | 7  | 6  | 5  | 4  | 3  | 2  | 1  |

| Place  | 1  | 2  | 3  | 4  | 5  | 6  | 7  | 8  | 9  | 10 | 11 | 12 | 13 | 14 | 15 | 16 | 17 | 18 | 19 | 20 | 21 | 22 | 23 | 24 | 25 | 26 | 27 | 28 | 29 | 30 |
| ------ | -- | -- | -- | -- | -- | -- | -- | -- | -- | -- | -- | -- | -- | -- | -- | -- | -- | -- | -- | -- | -- | -- | -- | -- | -- | -- | -- | -- | -- | -- |
| Points | 60 | 54 | 48 | 43 | 40 | 38 | 36 | 34 | 32 | 31 | 30 | 29 | 28 | 27 | 26 | 25 | 24 | 23 | 22 | 21 | 20 | 18 | 16 | 14 | 12 | 10 | 8  | 6  | 4  | 2  |

### Classement général
Le classement général de la coupe du monde est établi en additionnant les points obtenus lors des disciplines individuelles (individuel, sprint, poursuite et mass-start). En toute fin de saison, les deux moins bons résultats (toutes disciplines individuelles confondues) pour chaque biathlète, sont éventuellement retranchés du total de points marqués afin d'établir le classement général final (pour l'attribution du gros globe de cristal). Une non-participation, un abandon ou une disqualification en course ne rapportent aucun point et font donc partie des moins bons résultats.
Les résultats obtenus lors des Championnats du monde 2020 sont également comptabilisés dans le classement général de la Coupe du monde.

### Coupe des Nations
Le classement général de la coupe des Nations est obtenu en additionnant les points de chaque athlète obtenus lors des épreuves de l'individuel, de sprint, ainsi que lors des relais. Pour les épreuves de l'individuel et de sprint, ne sont pris en compte que les points des trois athlètes les mieux classés par nation.
- Pour chaque épreuve de l'individuel ou du sprint, les points sont attribués selon le tableau suivant :

| Place  | 1   | 2   | 3   | 4   | 5   | 6   | 7   | 8   | 9   | 10  | 11  | 12  | 13  | 14  | 15  | 16  | 17  | 18  | 19  | 20  | 21  | 22  | 23  | 24  | 25  | 26  | 27  | 28  | 29  | 30  | 31  | 32  | 33  | 34  | 35  | 36  | 37  | 38  | 39  | 40  |
| ------ | --- | --- | --- | --- | --- | --- | --- | --- | --- | --- | --- | --- | --- | --- | --- | --- | --- | --- | --- | --- | --- | --- | --- | --- | --- | --- | --- | --- | --- | --- | --- | --- | --- | --- | --- | --- | --- | --- | --- | --- |
| Points | 160 | 154 | 148 | 143 | 140 | 138 | 136 | 134 | 132 | 131 | 130 | 129 | 128 | 127 | 126 | 125 | 124 | 123 | 122 | 121 | 120 | 119 | 118 | 117 | 116 | 115 | 114 | 113 | 112 | 111 | 110 | 109 | 108 | 107 | 106 | 105 | 104 | 103 | 102 | 101 |

Puis de 1 point en 1 point jusqu'à la 80e place, et de 2 en 2 points pour arriver à 1 point pour la 110e place. Toutes les places suivantes obtiennent 1 point.
- Pour chaque relais, les points sont attribués selon le tableau suivant :

| Place  | 1   | 2   | 3   | 4   | 5   | 6   | 7   | 8   | 9   | 10  | 11  | 12  | 13  | 14  | 15  | 16  | 17  | 18  | 19  | 20  | 21  | 22  | 23 | 24 | 25 | 26 | 27 | 28 | 29 | 30 |
| ------ | --- | --- | --- | --- | --- | --- | --- | --- | --- | --- | --- | --- | --- | --- | --- | --- | --- | --- | --- | --- | --- | --- | -- | -- | -- | -- | -- | -- | -- | -- |
| Points | 420 | 390 | 360 | 330 | 310 | 290 | 270 | 250 | 230 | 220 | 210 | 200 | 190 | 180 | 170 | 160 | 150 | 140 | 130 | 120 | 110 | 100 | 90 | 80 | 70 | 60 | 50 | 40 | 30 | 20 |

- Pour les relais simples mixtes et les relais mixtes, les points sont partagés à moitié entre le classement général de la coupe des Nations féminin et le masculin. Chacun reçoit alors des points selon le tableau suivant :

| Place  | 1   | 2   | 3   | 4   | 5   | 6   | 7   | 8   | 9   | 10  | 11  | 12  | 13 | 14 | 15 | 16 | 17 | 18 | 19 | 20 | 21 | 22 | 23 | 24 | 25 | 26 | 27 | 28 | 29 | 30 |
| ------ | --- | --- | --- | --- | --- | --- | --- | --- | --- | --- | --- | --- | -- | -- | -- | -- | -- | -- | -- | -- | -- | -- | -- | -- | -- | -- | -- | -- | -- | -- |
| Points | 210 | 195 | 180 | 165 | 155 | 145 | 135 | 125 | 115 | 110 | 105 | 100 | 95 | 90 | 85 | 80 | 75 | 70 | 65 | 60 | 55 | 50 | 45 | 40 | 35 | 30 | 25 | 20 | 15 | 10 |

## Déroulement de la saison
Lors de la première étape, le 4 décembre à Östersund, les Français réalisent une performance inédite en ce qui les concerne, et très rare au niveau mondial en terminant aux quatre premières places de l'individuel : Martin Fourcade remporte la course devant Simon Desthieux et Quentin Fillon Maillet qui complètent le podium, et Émilien Jacquelin. Fabien Claude, cinquième Français, finit quant à lui à la septième place.
Johannes Thingnes Bø domine largement le début de saison en remportant cinq des sept épreuves individuelles disputées en décembre, parfois avec une avance considérable. Mais, en raison de la naissance de son premier enfant, qui voit le jour le 13 janvier, le vainqueur de la Coupe du monde 2018-2019 fait l'impasse sur les deux étapes allemandes du mois de janvier (à Oberhof et à Ruhpolding). Martin Fourcade remporte alors toutes les courses individuelles qui ont lieu en l'absence du Norvégien, soit quatre victoires consécutives : sprint et mass-start à Oberhof, sprint et poursuite à Ruhpolding et reprend le dossard jaune de leader du classement général. Par ailleurs le 16 janvier, les Français réalisent à Ruhpolding un nouveau tir-groupé en terminant tous dans les 13 premiers du sprint. Martin Fourcade gagne la course devant Quentin Fillon Maillet, Simon Desthieux et Fabien Claude terminent cinquième ex aquo, et Émilien Jacquelin et Antonin Guigonnat terminent de leur côté aux douzième et treizième rangs respectivement. L'équipe de France remporte ensuite le relais sur le site bavarois sans laisser la moindre chance à ses adversaires.  Les Bleus, qui n'avaient plus gagné dans la discipline depuis la saison 2016-2017, mettent ainsi fin à une série de six victoires norvégiennes d'affilée. Dès son retour le 23 janvier, Johannes Bø remporte l'individuel de Pokljuka devant Martin Fourcade, deuxième à 11 secondes. Tous deux sans faute au tir et skiant globalement à la même vitesse, c'est sur la pas de tir que se fait toute la différence : le Norvégien se montre légèrement plus rapide face aux cibles, tandis que le Français perd quelques précieuses secondes lors de son passage pour le premier tir debout en raison d'une chute. Fabien Claude qui n'a pas non plus manqué une cible, termine troisième et obtient le premier podium de sa carrière. Toujours à Pokljuka, le 25 janvier, les français remportent les deux relais mixtes, le simple (Émilien Jacquelin et Anaïs Bescond) et le 4 × 7,5 km (Simon Desthieux, Quentin Fillon Maillet, Justine Braisaz, Julia Simon). La dernière course disputée avant les championnats du monde à Anterselva est la mass-start de Pokljuka remportée le 26 janvier par Quentin Fillon Maillet qui obtient ainsi la troisième victoire de sa carrière et un sixième podium cette saison. 
Chez les femmes, la saison marque l'envol de Tiril Eckhoff : tandis que sa formation norvégienne reste invaincue en relais féminin, elle multiplie les victoires individuelles, remportant notamment toutes les courses disputées au Grand Bornand en décembre et à Ruhpolding en janvier, pour comptabiliser six victoires, ce qui constitue déjà et de loin le meilleur total de sa carrière sur un hiver. Le 15 janvier elle s'empare ainsi, pour la première fois, de la première place du classement général de la Coupe du monde. Mais la Norvégienne ne poursuit pas sur sa lancée à Pokljuka où elle se classe 18e de l'individuel gagné par Denise Herrmann puis, malade, ne participe pas à la mass-start du 26 janvier. Toutefois Dorothea Wierer, dauphine du classement général, ne parvient pas à profiter de l'occasion et Ekhoff conserve son dossard jaune. Hanna Öberg, déjà 2e de l'individuel, signe quant à elle un quatrième podium consécutif en remportant cette mass-start, tandis que Anaïs Bescond obtient ses premiers podiums individuels de la saison en terminant deux fois à la 3e place.
Lors des championnats du monde à Anthloz-Anterselva, alors que Tiril Eckhoff n'est pas en réussite, Marte Olsbu Røiseland et Dorothea Wierer se partagent tous les titres individuels. L'Italienne, qui s'impose dans l'individuel et dans la poursuite, avant de terminer médaillée d'argent de la mass-start, reprend le dossard jaune dès le début de ces Mondiaux puis conforte son avance, sur la voie d'un deuxième succès consécutif au classement général. Martin Fourcade qui remporte dans l'individuel son onzième titre (il en compte désormais treize en tout avec la victoire dans le relais hommes), égale la légende norvégienne Ole Einar Bjørndalen et s'adjuge le petit globe de cristal de la spécialité, tout comme Hanna Öberg chez les femmes. Également médaillé de bronze du sprint, Fourcade quitte ces Mondiaux en conservant la première place au général, mais tout reste très ouvert chez les hommes, avec 76 points d'avance sur Quentin Fillon Maillet et 98 sur Johannes Bø (trois médailles à Anterselva dont l'or de la mass-start) à trois étapes de la fin. Le plus médaillé des français (deux médailles d'or, deux en bronze) est Émilien Jacquelin qui remporte, en battant Johannes Bø au sprint dans la poursuite, son premier titre mondial et sa première victoire en Coupe du monde.
La septième étape de la Coupe du monde a lieu à Nové Město et à huis-clos, le gouvernement tchèque ayant décidé d'interdire tout spectateur dans le stade pouvant en contenir des dizaines de milliers, compte tenu de l'épidémie due au Coronavirus Covid-19. Le 5 mars, Denise Herrmann et Anaïs Bescond sont les seules parmi les sept premières du sprint à réussir un 10 sur 10 : l'Allemande qui réalise le meilleur temps à ski, s'impose avec 27 secondes d'avance sur la Française, Markéta Davidová prend la troisième place à 49 secondes avec une faute au tir. La leader du classement général Dorothea Wierer termine à la 24e place avec un 7 sur 10, mais garde le dossard jaune. La course masculine est gagnée par Johannes Bø qui devance Quentin Fillon Maillet ; ils sont tous deux sans faute mais l'écart à l'arrivée est de 23 secondes. Martin Fourcade, sixième à l'arrivée avec un 9 sur 10, conserve le maillot jaune mais perd du terrain par rapport au Norvégien et son coéquipier qui reste dans la course.
Le 7 mars, la Norvège gagne les deux derniers relais de la saison. L'équipe féminine reste invaincue en six courses disputées, Mondiaux compris. Elle s'impose devant la France et l'Allemagne. Les hommes gagnent aussi le trophée du relais, avec une quatrième victoire cet hiver (la France a gagné les deux autres dont celui des championnats du monde). Ils devancent à l'arrivée l'Ukraine et la Suède. Le dimanche, Tiril Eckhoff reprend le fil de son bel hiver, entrecoupé par des Mondiaux ratés, en s'adjugeant dans la mass-start, sa 7e victoire de l'hiver, ce qui lui permet de garder espoir dans la course au gros globe face à Dorothea Wierer qui termine 5e de la course. Dans la mass-start masculine qui conclut l'étape de Nove Mesto face aux gradins vides, Johannes Thingnes Bø, auteur d'un 17 sur 20 au tir, prend le meilleur sur Émilien Jacquelin (20 sur 20) dans le dernier tour et signe sa 9e victoire de la saison. Affecté par une erreur de fartage (qui touche toute l'équipe de France), Martin Fourcade ne compense pas au tir (17 sur 20) et termine au 14e rang, son plus mauvais classement depuis le début de la saison. Il conserve cependant le dossard jaune à l'issue de l'étape tchèque, mais son avance actuelle de 43 points sur Johannes Thingnes Bø reste assujettie au règlement qui verra au terme de la Coupe du monde les deux plus mauvais résultats de chaque athlète être retirés du classement, ce qui ne concerne que le Français, son rival n'ayant aucun point à soustraire compte tenu de son absence sur deux étapes en janvier,,
La pandémie de coronavirus Covid-19 provoque l'annulation de la dernière étape à Oslo-Holmenkollen. En conséquence, les dernières courses de la saison se déroulent du 12 au 14 mars à Kontiolahti et là aussi à huis clos, les relais mixtes du dimanche 15 étant finalement également annulés. Le gros globe chez les hommes se joue sur un sprint et une poursuite et ne concerne plus que Johannes Thingnes Bø et Martin Fourcade après le sprint disputé le jeudi 12 mars et remporté par le Norvégien (10e victoire de la saison) devant le Français à 21 secondes et son compatriote Émilien Jacquelin à 23 secondes. Ce résultat permet à Martin Fourcade de s'adjuger le petit globe de cristal de la discipline pour la huitième fois, soit son 26e petit globe au total et le 33e trophée de cristal (un record) en comptant ses victoires au classement général. À la veille de la poursuite, Martin Fourcade annonce qu'il a décidé de mettre un terme de sa carrière. Il prend le départ de sa dernière course dix ans jour pour jour après sa première victoire en Coupe du monde dans la même épreuve, et au même endroit, en portant une dernière fois le dossard jaune de leader du classement général. Il part cependant avec le handicap de son deuxième plus mauvais résultat restant à retirer de son total à l'issue de la course, ce qui place Johannes Thingnes Bø en position de force (19 points virtuels d'avance). Ce dernier peut donc en effet se contenter d'un quatrième place pour remporter le classement général dans le cas où le Français s'impose. C'est finalement ce scénario qui s'accomplit : Fourcade remporte sa 83e victoire en menant un triplé français, devant Quentin Fillon Maillet et Émilien Jacquelin qui s'adjuge le petit globe de la poursuite. Johannes Thingnes Bø, en danger avant le dernier tir où il réussit à faire tomber toutes les cibles, passe la ligne d'arrivée en quatrième position et remporte le gros globe pour la deuxième année consécutive, avec seulement deux points d'avance sur Fourcade, le plus petit écart dans l'histoire de la Coupe du monde masculine.
Chez les femmes, le sprint est remporté par Denise Herrmann, qui s'adjuge le globe de la spécialité, et voit Tiril Eckhoff, 3e, revenir au classement général sur les talons de Dorothea Wierer, qui ne peut faire mieux que 19e. La poursuite est ouverte et indécise jusqu'au bout. Ainsi, Tiril Eckhoff est en position de gagner le classement général lorsqu'elle se présente en tête avant le dernier tir, tandis que Wierer navigue autour de la 14e place à près d'une minute. Mais la Norvégienne craque et manque trois cibles, alors que Julia Simon réussit un 5 sur 5 et s'en va remporter la première victoire de sa carrière. Eckhoff entame le dernier tour de piste en compagnie de Dorothea Wierer, qui n'a jamais été dans le coup au cours de cette course, au niveau de la 10e place et la devance d'un rang sur la ligne d'arrivée, ce qui s'avère insuffisant et permet à l'Italienne de remporter son deuxième gros globe consécutif avec sept points d'avance.

## Classements

### Classement général
Le classement général prend en compte les 19 meilleurs résultats de chaque biathlète sur les 21 épreuves disputées.
| Rang | Nom                        | Points | Victoire(s) | Podium(s) |
| ---- | -------------------------- | ------ | ----------- | --------- |
| 1    | Johannes Thingnes Bø       | 913    | 10          | 13        |
| 2    | Martin Fourcade            | 911    | 7           | 10        |
| 3    | Quentin Fillon Maillet     | 843    | 1           | 10        |
| 4    | Tarjei Bø                  | 740    |             | 4         |
| 5    | Émilien Jacquelin          | 726    | 1           | 8         |
| 6    | Simon Desthieux            | 672    |             | 3         |
| 7    | Aleksandr Loguinov         | 629    | 1           | 4         |
| 8    | Benedikt Doll              | 613    | 1           | 3         |
| 9    | Johannes Dale              | 576    |             |           |
| 10   | Vetle Sjåstad Christiansen | 566    |             | 2         |

| Rang | Nom                        | Points | Victoire(s) | Podium(s) |
| ---- | -------------------------- | ------ | ----------- | --------- |
| 1    | Dorothea Wierer            | 793    | 4           | 7         |
| 2    | Tiril Eckhoff              | 786    | 7           | 9         |
| 3    | Denise Herrmann            | 745    | 3           | 5         |
| 4    | Hanna Öberg                | 741    | 1           | 7         |
| 5    | Marte Olsbu Røiseland      | 597    | 3           | 7         |
| 6    | Franziska Preuß            | 573    |             | 2         |
| 7    | Ingrid Landmark Tandrevold | 554    |             | 3         |
| 8    | Julia Simon                | 551    | 1           | 3         |
| 9    | Justine Braisaz            | 547    | 1           | 2         |
| 10   | Lisa Vittozzi              | 528    |             | 2         |

### Coupe des Nations
| Rang | Nation      | Points |
| ---- | ----------- | ------ |
| 1    | Norvège     | 8 192  |
| 2    | France      | 7 885  |
| 3    | Allemagne   | 7 211  |
| 4    | Russie      | 6 896  |
| 5    | Autriche    | 5 982  |
| 6    | Suède       | 5 887  |
| 7    | Ukraine     | 5 882  |
| 8    | Italie      | 5 699  |
| 9    | Tchéquie    | 5 596  |
| 10   | Biélorussie | 5 551  |

| Rang | Nation    | Points |
| ---- | --------- | ------ |
| 1    | Norvège   | 7 865  |
| 2    | Allemagne | 7 202  |
| 3    | France    | 7 058  |
| 4    | Suède     | 6 896  |
| 5    | Russie    | 6 479  |
| 6    | Ukraine   | 6 371  |
| 7    | Suisse    | 6 253  |
| 8    | Italie    | 6 239  |
| 9    | Tchéquie  | 5 857  |
| 10   | Autriche  | 5 806  |

### Classement par discipline

#### Individuel
| Rang | Nom                    | Points | Victoire(s) | Podium(s) |
| ---- | ---------------------- | ------ | ----------- | --------- |
| 1    | Martin Fourcade        | 174    | 2           | 3         |
| 2    | Johannes Thingnes Bø   | 145    | 1           | 2         |
| 3    | Quentin Fillon Maillet | 120    |             | 1         |
| 4    | Tarjei Bø              | 114    |             |           |
| 5    | Fabien Claude          | 106    |             | 1         |

| Rang | Nom             | Points | Victoire(s) | Podium(s) |
| ---- | --------------- | ------ | ----------- | --------- |
| 1    | Hanna Öberg     | 128    |             | 1         |
| 2    | Dorothea Wierer | 114    | 1           | 1         |
| 3    | Justine Braisaz | 112    | 1           | 1         |
| 4    | Denise Herrmann | 112    | 1           | 1         |
| 5    | Franziska Preuß | 109    |             |           |

#### Sprint
| Rang | Nom                    | Points | Victoire(s) | Podium(s) |
| ---- | ---------------------- | ------ | ----------- | --------- |
| 1    | Martin Fourcade        | 360    | 2           | 4         |
| 2    | Quentin Fillon Maillet | 324    |             | 4         |
| 3    | Johannes Thingnes Bø   | 323    | 4           | 4         |
| 4    | Tarjei Bø              | 307    |             | 3         |
| 5    | Simon Desthieux        | 284    |             | 1         |

| Rang | Nom                   | Points | Victoire(s) | Podium(s) |
| ---- | --------------------- | ------ | ----------- | --------- |
| 1    | Denise Herrmann       | 314    | 2           | 3         |
| 2    | Dorothea Wierer       | 305    | 2           | 3         |
| 3    | Tiril Eckhoff         | 283    | 2           | 3         |
| 4    | Marte Olsbu Røiseland | 248    | 2           | 3         |
| 5    | Hanna Öberg           | 245    |             | 1         |

#### Poursuite
| Rang | Nom                    | Points | Victoire(s) | Podium(s) |
| ---- | ---------------------- | ------ | ----------- | --------- |
| 1    | Émilien Jacquelin      | 232    | 1           | 3         |
| 2    | Martin Fourcade        | 230    | 2           | 2         |
| 3    | Quentin Fillon Maillet | 230    |             | 3         |
| 4    | Johannes Thingnes Bø   | 217    | 2           | 3         |
| 5    | Aleksandr Loguinov     | 197    |             | 2         |

| Rang | Nom                        | Points | Victoire(s) | Podium(s) |
| ---- | -------------------------- | ------ | ----------- | --------- |
| 1    | Tiril Eckhoff              | 232    | 3           | 3         |
| 2    | Dorothea Wierer            | 186    | 1           | 1         |
| 3    | Ingrid Landmark Tandrevold | 185    |             | 2         |
| 4    | Hanna Öberg                | 168    |             | 2         |
| 5    | Denise Herrmann            | 155    |             | 1         |

#### Départ Groupé
| Rang | Nom                    | Points | Victoire(s) | Podium(s) |
| ---- | ---------------------- | ------ | ----------- | --------- |
| 1    | Johannes Thingnes Bø   | 228    | 3           | 4         |
| 2    | Quentin Fillon Maillet | 216    | 1           | 2         |
| 3    | Martin Fourcade        | 203    | 1           | 1         |
| 4    | Johannes Dale          | 189    |             |           |
| 5    | Arnd Peiffer           | 186    |             | 2         |

| Rang | Nom              | Points | Victoire(s) | Podium(s) |
| ---- | ---------------- | ------ | ----------- | --------- |
| 1    | Dorothea Wierer  | 223    |             | 2         |
| 2    | Tiril Eckhoff    | 210    | 2           | 3         |
| 3    | Hanna Öberg      | 200    | 1           | 3         |
| 4    | Kaisa Mäkäräinen | 195    | 1           | 1         |
| 5    | Anaïs Bescond    | 172    |             | 1         |

#### Relais
| Rang | Nation    | Points | Victoire(s) |
| ---- | --------- | ------ | ----------- |
| 1    | Norvège   | 348    | 4           |
| 2    | France    | 302    | 2           |
| 3    | Allemagne | 264    |             |
| 4    | Russie    | 253    |             |
| 5    | Ukraine   | 216    |             |

| Rang | Nation    | Points | Victoire(s) |
| ---- | --------- | ------ | ----------- |
| 1    | Norvège   | 307    | 2           |
| 2    | France    | 272    | 2           |
| 3    | Allemagne | 265    |             |
| 4    | Suède     | 250    | 1           |
| 5    | Italie    | 234    | 1           |

| Rang | Nation    | Points | Victoire(s) |
| ---- | --------- | ------ | ----------- |
| 1    | Norvège   | 360    | 6           |
| 2    | Suisse    | 260    |             |
| 3    | Allemagne | 260    |             |
| 4    | France    | 257    |             |
| 5    | Suède     | 249    |             |

### Globes de cristal et titres mondiaux
| Disciplines       | Globes de cristal    | Champions du Monde   |
| ----------------- | -------------------- | -------------------- |
| Général           | Johannes Thingnes Bø |                      |
| Coupe des Nations | Norvège              |                      |
| Individuel        | Martin Fourcade      | Martin Fourcade      |
| Sprint            | Martin Fourcade      | Aleksandr Loguinov   |
| Poursuite         | Émilien Jacquelin    | Émilien Jacquelin    |
| Mass Start        | Johannes Thingnes Bø | Johannes Thingnes Bø |
| Relais            | Norvège              | France               |

| Disciplines       | Globes de cristal | Championnes du Monde  |
| ----------------- | ----------------- | --------------------- |
| Général           | Dorothea Wierer   |                       |
| Coupe des Nations | Norvège           |                       |
| Individuel        | Hanna Öberg       | Dorothea Wierer       |
| Sprint            | Denise Herrmann   | Marte Olsbu Røiseland |
| Poursuite         | Tiril Eckhoff     | Dorothea Wierer       |
| Mass Start        | Dorothea Wierer   | Marte Olsbu Røiseland |
| Relais            | Norvège           | Norvège               |

| Disciplines   | Globe de cristal | Champions du monde |
| ------------- | ---------------- | ------------------ |
| Relais        | Norvège          | Norvège            |
| Relais simple | Norvège          | Norvège            |

## Calendrier et podiums[18]

### Hommes

#### Épreuves individuelles
| Étape                                                          | Lieu                      | Épreuve              | Date              | Vainqueur                                                                   | Deuxième                                                                    | Troisième                                                                   | Leader du classement général                                                |
| -------------------------------------------------------------- | ------------------------- | -------------------- | ----------------- | --------------------------------------------------------------------------- | --------------------------------------------------------------------------- | --------------------------------------------------------------------------- | --------------------------------------------------------------------------- |
| 1                                                              | Östersund                 | Sprint 10 km         | 1er décembre 2019 | Johannes Thingnes Bø                                                        | Tarjei Bø                                                                   | Matvey Eliseev                                                              | Johannes Thingnes Bø                                                        |
| 1                                                              | Östersund                 | Individuel 20 km     | 4 décembre 2019   | Martin Fourcade                                                             | Simon Desthieux                                                             | Quentin Fillon Maillet                                                      | Martin Fourcade                                                             |
| 2                                                              | Hochfilzen                | Sprint 10 km         | 13 décembre 2019  | Johannes Thingnes Bø                                                        | Simon Desthieux                                                             | Aleksandr Loguinov                                                          | Johannes Thingnes Bø                                                        |
| 2                                                              | Hochfilzen                | Poursuite 12,5 km    | 14 décembre 2019  | Johannes Thingnes Bø                                                        | Aleksandr Loguinov                                                          | Émilien Jacquelin                                                           | Johannes Thingnes Bø                                                        |
| 3                                                              | Annecy - Le Grand-Bornand | Sprint 10 km         | 19 décembre 2019  | Benedikt Doll                                                               | Tarjei Bø                                                                   | Quentin Fillon Maillet                                                      | Johannes Thingnes Bø                                                        |
| 3                                                              | Annecy - Le Grand-Bornand | Poursuite 12,5 km    | 21 décembre 2019  | Johannes Thingnes Bø                                                        | Quentin Fillon Maillet                                                      | Vetle Sjåstad Christiansen                                                  | Johannes Thingnes Bø                                                        |
| 3                                                              | Annecy - Le Grand-Bornand | Départ Groupé 15 km  | 22 décembre 2019  | Johannes Thingnes Bø                                                        | Émilien Jacquelin                                                           | Tarjei Bø                                                                   | Johannes Thingnes Bø                                                        |
| 4                                                              | Oberhof                   | Sprint 10 km         | 10 janvier 2020   | Martin Fourcade                                                             | Émilien Jacquelin                                                           | Johannes Kühn                                                               | Johannes Thingnes Bø                                                        |
| 4                                                              | Oberhof                   | Départ Groupé 15 km  | 12 janvier 2020   | Martin Fourcade                                                             | Arnd Peiffer                                                                | Simon Desthieux                                                             | Martin Fourcade                                                             |
| 5                                                              | Ruhpolding                | Sprint 10 km         | 16 janvier 2020   | Martin Fourcade                                                             | Quentin Fillon Maillet                                                      | Benedikt Doll                                                               | Martin Fourcade                                                             |
| 5                                                              | Ruhpolding                | Poursuite 12,5 km    | 19 janvier 2020   | Martin Fourcade                                                             | Quentin Fillon Maillet                                                      | Vetle Sjåstad Christiansen                                                  | Martin Fourcade                                                             |
| 6                                                              | Pokljuka                  | Individuel 20 km     | 23 janvier 2020   | Johannes Thingnes Bø                                                        | Martin Fourcade                                                             | Fabien Claude                                                               | Martin Fourcade                                                             |
| 6                                                              | Pokljuka                  | Départ Groupé 15 km  | 26 janvier 2020   | Quentin Fillon Maillet                                                      | Benedikt Doll                                                               | Johannes Thingnes Bø                                                        | Martin Fourcade                                                             |
| Championnats du monde de biathlon 2020 (13 au 23 février 2020) |                           |                      |                   |                                                                             |                                                                             |                                                                             |                                                                             |
| ChM                                                            | Antholz - Anterselva      | Sprint 10 km         | 15 février 2020   | Aleksandr Loguinov                                                          | Quentin Fillon Maillet                                                      | Martin Fourcade                                                             | Martin Fourcade                                                             |
| ChM                                                            | Antholz - Anterselva      | Poursuite 12,5 km    | 16 février 2020   | Émilien Jacquelin                                                           | Johannes Thingnes Bø                                                        | Aleksandr Loguinov                                                          | Martin Fourcade                                                             |
| ChM                                                            | Antholz - Anterselva      | Individuel 20 km     | 19 février 2020   | Martin Fourcade                                                             | Johannes Thingnes Bø                                                        | Dominik Landertinger                                                        | Martin Fourcade                                                             |
| ChM                                                            | Antholz - Anterselva      | Départ Groupé 15 km  | 23 février 2020   | Johannes Thingnes Bø                                                        | Quentin Fillon Maillet                                                      | Émilien Jacquelin                                                           | Martin Fourcade                                                             |
| Fin des championnats du monde                                  |                           |                      |                   |                                                                             |                                                                             |                                                                             |                                                                             |
| 7                                                              | Nové Město                | Sprint 10 km         | 6 mars 2020       | Johannes Thingnes Bø                                                        | Quentin Fillon Maillet                                                      | Tarjei Bø                                                                   | Martin Fourcade                                                             |
| 7                                                              | Nové Město                | Départ Groupé 15 km  | 8 mars 2020       | Johannes Thingnes Bø                                                        | Émilien Jacquelin                                                           | Arnd Peiffer                                                                | Martin Fourcade                                                             |
| 8                                                              | Kontiolahti               | Sprint 10 km         | 12 mars 2020      | Johannes Thingnes Bø                                                        | Martin Fourcade                                                             | Émilien Jacquelin                                                           | Martin Fourcade                                                             |
| 8                                                              | Kontiolahti               | Poursuite 12,5 km    | 14 mars 2020      | Martin Fourcade                                                             | Quentin Fillon Maillet                                                      | Émilien Jacquelin                                                           | Johannes Thingnes Bø                                                        |
| 9                                                              | Oslo - Holmenkollen       | Sprint 10 km.        | 20 mars 2020      | Étape annulée (épreuves non disputées en raison de la pandémie du COVID-19) | Étape annulée (épreuves non disputées en raison de la pandémie du COVID-19) | Étape annulée (épreuves non disputées en raison de la pandémie du COVID-19) | Étape annulée (épreuves non disputées en raison de la pandémie du COVID-19) |
| 9                                                              | Oslo - Holmenkollen       | Poursuite 12,5 km.   | 21 mars 2020      | Étape annulée (épreuves non disputées en raison de la pandémie du COVID-19) | Étape annulée (épreuves non disputées en raison de la pandémie du COVID-19) | Étape annulée (épreuves non disputées en raison de la pandémie du COVID-19) | Étape annulée (épreuves non disputées en raison de la pandémie du COVID-19) |
| 9                                                              | Oslo - Holmenkollen       | Départ Groupé 15 km. | 22 mars 2020      | Étape annulée (épreuves non disputées en raison de la pandémie du COVID-19) | Étape annulée (épreuves non disputées en raison de la pandémie du COVID-19) | Étape annulée (épreuves non disputées en raison de la pandémie du COVID-19) | Étape annulée (épreuves non disputées en raison de la pandémie du COVID-19) |

#### Relais
| Étape                                                          | Lieu                 | Épreuve           | Date             | Vainqueur                                                                                        | Deuxième                                                                                | Troisième                                                                               | Leader du classement du relais masculin |
| -------------------------------------------------------------- | -------------------- | ----------------- | ---------------- | ------------------------------------------------------------------------------------------------ | --------------------------------------------------------------------------------------- | --------------------------------------------------------------------------------------- | --------------------------------------- |
| 1                                                              | Östersund            | Relais 4 × 7,5 km | 7 décembre 2019  | Norvège - Johannes Dale - Erlend Bjøntegaard - Tarjei Bø - Johannes Thingnes Bø                  | France - Émilien Jacquelin - Quentin Fillon Maillet - Simon Desthieux - Martin Fourcade | Italie - Lukas Hofer - Thomas Bormolini - Daniele Cappellari - Dominik Windisch         | Norvège                                 |
| 2                                                              | Hochfilzen           | Relais 4 × 7,5 km | 15 décembre 2019 | Norvège - Johannes Dale - Erlend Bjøntegaard - Tarjei Bø - Johannes Thingnes Bø                  | Allemagne - Philipp Horn - Johannes Kühn - Arnd Peiffer - Benedikt Doll                 | France - Antonin Guigonnat - Émilien Jacquelin - Fabien Claude - Quentin Fillon Maillet | Norvège                                 |
| 4                                                              | Oberhof              | Relais 4 × 7,5 km | 11 janvier 2020  | Norvège - Lars Helge Birkeland - Erlend Bjøntegaard - Johannes Dale - Vetle Sjåstad Christiansen | France - Émilien Jacquelin - Martin Fourcade - Simon Desthieux - Quentin Fillon Maillet | Allemagne - Philipp Horn - Johannes Kühn - Arnd Peiffer - Benedikt Doll                 | Norvège                                 |
| 5                                                              | Ruhpolding           | Relais 4 × 7,5 km | 18 janvier 2020  | France - Émilien Jacquelin - Martin Fourcade - Simon Desthieux - Quentin Fillon Maillet          | Norvège - Johannes Dale - Erlend Bjøntegaard - Tarjei Bø - Vetle Sjåstad Christiansen   | Autriche - Dominik Landertinger - Simon Eder - Felix Leitner - Julian Eberhard          | Norvège                                 |
| Championnats du monde de biathlon 2020 (13 au 23 février 2020) |                      |                   |                  |                                                                                                  |                                                                                         |                                                                                         |                                         |
| ChM                                                            | Antholz - Anterselva | Relais 4 × 7,5 km | 22 février 2020  | France - Émilien Jacquelin - Martin Fourcade - Simon Desthieux - Quentin Fillon Maillet          | Norvège - Vetle Sjåstad Christiansen - Johannes Dale - Tarjei Bø - Johannes Thingnes Bø | Allemagne - Erik Lesser - Philipp Horn - Arnd Peiffer - Benedikt Doll                   | Norvège                                 |
| Fin des championnats du monde                                  |                      |                   |                  |                                                                                                  |                                                                                         |                                                                                         |                                         |
| 7                                                              | Nové Město           | Relais 4 × 7,5 km | 7 mars 2020      | Norvège - Vetle Sjåstad Christiansen - Johannes Dale - Tarjei Bø - Johannes Thingnes Bø          | Ukraine - Artem Pryma - Sergey Semenov - Ruslan Tkalenko - Dmytro Pidruchnyi            | Suède - Sebastian Samuelsson - Jesper Nelin - Peppe Femling - Martin Ponsiluoma         | Norvège                                 |

### Femmes

#### Épreuves individuelles
| Étape                                                          | Lieu                      | Épreuve                | Date              | Vainqueur                                                                   | Deuxième                                                                    | Troisième                                                                   | Leader du classement général                                                |
| -------------------------------------------------------------- | ------------------------- | ---------------------- | ----------------- | --------------------------------------------------------------------------- | --------------------------------------------------------------------------- | --------------------------------------------------------------------------- | --------------------------------------------------------------------------- |
| 1                                                              | Östersund                 | Sprint 7,5 km          | 1er décembre 2019 | Dorothea Wierer                                                             | Marte Olsbu Røiseland                                                       | Markéta Davidová                                                            | Dorothea Wierer                                                             |
| 1                                                              | Östersund                 | Individuel 15 km       | 5 décembre 2019   | Justine Braisaz                                                             | Yuliia Dzhima                                                               | Julia Simon                                                                 | Dorothea Wierer                                                             |
| 2                                                              | Hochfilzen                | Sprint 7,5 km          | 13 décembre 2019  | Dorothea Wierer                                                             | Ingrid Landmark Tandrevold                                                  | Svetlana Mironova                                                           | Dorothea Wierer                                                             |
| 2                                                              | Hochfilzen                | Poursuite 10 km        | 15 décembre 2019  | Tiril Eckhoff                                                               | Hanna Öberg                                                                 | Ingrid Landmark Tandrevold                                                  | Dorothea Wierer                                                             |
| 3                                                              | Annecy - Le Grand-Bornand | Sprint 7,5 km          | 20 décembre 2019  | Tiril Eckhoff                                                               | Justine Braisaz                                                             | Markéta Davidová                                                            | Dorothea Wierer                                                             |
| 3                                                              | Annecy - Le Grand-Bornand | Poursuite 10 km        | 21 décembre 2019  | Tiril Eckhoff                                                               | Ingrid Landmark Tandrevold                                                  | Lena Häcki                                                                  | Ingrid Landmark Tandrevold                                                  |
| 3                                                              | Annecy - Le Grand-Bornand | Départ Groupé 12,5 km  | 22 décembre 2019  | Tiril Eckhoff                                                               | Dorothea Wierer                                                             | Linn Persson                                                                | Dorothea Wierer                                                             |
| 4                                                              | Oberhof                   | Sprint 7,5 km          | 9 janvier 2020    | Marte Olsbu Røiseland                                                       | Denise Herrmann                                                             | Julia Simon                                                                 | Dorothea Wierer                                                             |
| 4                                                              | Oberhof                   | Départ Groupé 12,5 km  | 12 janvier 2020   | Kaisa Mäkäräinen                                                            | Tiril Eckhoff                                                               | Marte Olsbu Røiseland                                                       | Dorothea Wierer                                                             |
| 5                                                              | Ruhpolding                | Sprint 7,5 km          | 15 janvier 2020   | Tiril Eckhoff                                                               | Hanna Öberg                                                                 | Dorothea Wierer                                                             | Tiril Eckhoff                                                               |
| 5                                                              | Ruhpolding                | Poursuite 10 km        | 19 janvier 2020   | Tiril Eckhoff                                                               | Paulína Fialková                                                            | Hanna Öberg                                                                 | Tiril Eckhoff                                                               |
| 6                                                              | Pokljuka                  | Individuel 15 km       | 24 janvier 2020   | Denise Herrmann                                                             | Hanna Öberg                                                                 | Anaïs Bescond                                                               | Tiril Eckhoff                                                               |
| 6                                                              | Pokljuka                  | Départ Groupé 12,5 km  | 26 janvier 2020   | Hanna Öberg                                                                 | Lisa Vittozzi                                                               | Anaïs Bescond                                                               | Tiril Eckhoff                                                               |
| Championnats du monde de biathlon 2020 (13 au 23 février 2020) |                           |                        |                   |                                                                             |                                                                             |                                                                             |                                                                             |
| ChM                                                            | Antholz - Anterselva      | Sprint 7,5 km          | 14 février 2020   | Marte Olsbu Røiseland                                                       | Susan Dunklee                                                               | Lucie Charvátová                                                            | Dorothea Wierer                                                             |
| ChM                                                            | Antholz - Anterselva      | Poursuite 10 km        | 16 février 2020   | Dorothea Wierer                                                             | Denise Herrmann                                                             | Marte Olsbu Røiseland                                                       | Dorothea Wierer                                                             |
| ChM                                                            | Antholz - Anterselva      | Individuel 15 km       | 18 février 2020   | Dorothea Wierer                                                             | Vanessa Hinz                                                                | Marte Olsbu Røiseland                                                       | Dorothea Wierer                                                             |
| ChM                                                            | Antholz - Anterselva      | Départ Groupé 12,5 km  | 23 février 2020   | Marte Olsbu Røiseland                                                       | Dorothea Wierer                                                             | Hanna Öberg                                                                 | Dorothea Wierer                                                             |
| Fin des championnats du monde                                  |                           |                        |                   |                                                                             |                                                                             |                                                                             |                                                                             |
| 7                                                              | Nové Město                | Sprint 7,5 km          | 5 mars 2020       | Denise Herrmann                                                             | Anaïs Bescond                                                               | Markéta Davidová                                                            | Dorothea Wierer                                                             |
| 7                                                              | Nové Město                | Départ Groupé 12,5 km  | 8 mars 2020       | Tiril Eckhoff                                                               | Hanna Öberg                                                                 | Franziska Preuß                                                             | Dorothea Wierer                                                             |
| 8                                                              | Kontiolahti               | Sprint 7,5 km          | 13 mars 2020      | Denise Herrmann                                                             | Franziska Preuß                                                             | Tiril Eckhoff                                                               | Dorothea Wierer                                                             |
| 8                                                              | Kontiolahti               | Poursuite 10 km        | 14 mars 2020      | Julia Simon                                                                 | Selina Gasparin                                                             | Lisa Vittozzi                                                               | Dorothea Wierer                                                             |
| 9                                                              | Oslo - Holmenkollen       | Sprint 7,5 km.         | 20 mars 2020      | Étape annulée (épreuves non disputées en raison de la pandémie du COVID-19) | Étape annulée (épreuves non disputées en raison de la pandémie du COVID-19) | Étape annulée (épreuves non disputées en raison de la pandémie du COVID-19) | Étape annulée (épreuves non disputées en raison de la pandémie du COVID-19) |
| 9                                                              | Oslo - Holmenkollen       | Poursuite 10 km.       | 21 mars 2020      | Étape annulée (épreuves non disputées en raison de la pandémie du COVID-19) | Étape annulée (épreuves non disputées en raison de la pandémie du COVID-19) | Étape annulée (épreuves non disputées en raison de la pandémie du COVID-19) | Étape annulée (épreuves non disputées en raison de la pandémie du COVID-19) |
| 9                                                              | Oslo - Holmenkollen       | Départ Groupé 12,5 km. | 22 mars 2020      | Étape annulée (épreuves non disputées en raison de la pandémie du COVID-19) | Étape annulée (épreuves non disputées en raison de la pandémie du COVID-19) | Étape annulée (épreuves non disputées en raison de la pandémie du COVID-19) | Étape annulée (épreuves non disputées en raison de la pandémie du COVID-19) |

#### Relais
| Étape                                                          | Lieu                 | Épreuve         | Date             | Vainqueur                                                                                       | Deuxième                                                                                   | Troisième                                                                           | Leader du classement du relais féminin |
| -------------------------------------------------------------- | -------------------- | --------------- | ---------------- | ----------------------------------------------------------------------------------------------- | ------------------------------------------------------------------------------------------ | ----------------------------------------------------------------------------------- | -------------------------------------- |
| 1                                                              | Östersund            | Relais 4 × 6 km | 8 décembre 2019  | Norvège - Karoline Knotten - Ingrid Landmark Tandrevold - Tiril Eckhoff - Marte Olsbu Røiseland | Suisse - Elisa Gasparin - Selina Gasparin - Aita Gasparin - Lena Häcki                     | Suède - Linn Persson - Elvira Öberg - Mona Brorsson - Hanna Öberg                   | Norvège                                |
| 2                                                              | Hochfilzen           | Relais 4 × 6 km | 14 décembre 2019 | Norvège - Karoline Knotten - Ingrid Landmark Tandrevold - Tiril Eckhoff - Marte Olsbu Røiseland | Russie - Kristina Reztsova - Larisa Kuklina - Svetlana Mironova - Ekaterina Yurlova-Percht | Suisse - Elisa Gasparin - Selina Gasparin - Aita Gasparin - Lena Häcki              | Norvège                                |
| 4                                                              | Oberhof              | Relais 4 × 6 km | 11 janvier 2020  | Norvège - Synnøve Solemdal - Ingrid Landmark Tandrevold - Marte Olsbu Røiseland - Tiril Eckhoff | Suède - Elvira Öberg - Linn Persson - Mona Brorsson - Hanna Öberg                          | France - Julia Simon - Anaïs Bescond - Célia Aymonier - Justine Braisaz             | Norvège                                |
| 5                                                              | Ruhpolding           | Relais 4 × 6 km | 17 janvier 2020  | Norvège - Karoline Knotten - Ingrid Landmark Tandrevold - Tiril Eckhoff - Marte Olsbu Røiseland | France - Julia Simon - Anaïs Bescond - Célia Aymonier - Justine Braisaz                    | Suisse - Elisa Gasparin - Selina Gasparin - Aita Gasparin - Lena Häcki              | Norvège                                |
| Championnats du monde de biathlon 2020 (13 au 23 février 2020) |                      |                 |                  |                                                                                                 |                                                                                            |                                                                                     |                                        |
| ChM                                                            | Antholz - Anterselva | Relais 4 × 6 km | 22 février 2020  | Norvège - Synnøve Solemdal - Ingrid Landmark Tandrevold - Tiril Eckhoff - Marte Olsbu Røiseland | Allemagne - Karolin Horchler - Vanessa Hinz - Franziska Preuß - Denise Herrmann            | Ukraine - Anastasiya Merkushyna - Yuliia Dzhima - Vita Semerenko - Olena Pidhrushna | Norvège                                |
| Fin des championnats du monde                                  |                      |                 |                  |                                                                                                 |                                                                                            |                                                                                     |                                        |
| 7                                                              | Nové Město           | Relais 4 × 6 km | 7 mars 2020      | Norvège - Karoline Knotten - Ida Lien - Ingrid Landmark Tandrevold - Tiril Eckhoff              | France - Julia Simon - Justine Braisaz - Chloé Chevalier - Anaïs Bescond                   | Allemagne - Karolin Horchler - Vanessa Hinz - Franziska Preuß - Denise Herrmann     | Norvège                                |

### Mixte
| Étape                                                          | Lieu                 | Épreuve                            | Date             | Vainqueur                                                                          | Deuxième                                                                                   | Troisième                                                                                | Leader du classement du relais mixte                                            |
| -------------------------------------------------------------- | -------------------- | ---------------------------------- | ---------------- | ---------------------------------------------------------------------------------- | ------------------------------------------------------------------------------------------ | ---------------------------------------------------------------------------------------- | ------------------------------------------------------------------------------- |
| 1                                                              | Östersund            | Relais simple 6 km F + 7,5 km H    | 30 novembre 2019 | Suède - Hanna Öberg - Sebastian Samuelsson                                         | Allemagne - Franziska Preuß - Erik Lesser                                                  | Norvège - Marte Olsbu Røiseland - Vetle Sjåstad Christiansen                             | Suède                                                                           |
| 1                                                              | Östersund            | Relais 2 × 6 km F + 2 × 6 km H     | 30 novembre 2019 | Italie - Lisa Vittozzi - Dorothea Wierer - Lukas Hofer - Dominik Windisch          | Norvège - Ingrid Landmark Tandrevold - Tiril Eckhoff - Tarjei Bø - Johannes Thingnes Bø    | Suède - Linn Persson - Mona Brorsson - Jesper Nelin - Martin Ponsiluoma                  | Suède                                                                           |
| 6                                                              | Pokljuka             | Relais simple 6 km H + 7,5 km F    | 25 janvier 2020  | France - Anaïs Bescond - Émilien Jacquelin                                         | Estonie - Regina Oja - Rene Zahkna                                                         | Autriche - Lisa Theresa Hauser - Simon Eder                                              | Suède                                                                           |
| 6                                                              | Pokljuka             | Relais 2 × 7,5 km H + 2 × 7,5 km F | 25 janvier 2020  | France - Quentin Fillon Maillet - Simon Desthieux - Justine Braisaz - Julia Simon  | Norvège - Tarjei Bø - Johannes Thingnes Bø - Synnøve Solemdal - Ingrid Landmark Tandrevold | Allemagne - Philipp Horn - Johannes Kühn - Janina Hettich - Vanessa Hinz                 | France                                                                          |
| Championnats du monde de biathlon 2020 (13 au 23 février 2020) |                      |                                    |                  |                                                                                    |                                                                                            |                                                                                          |                                                                                 |
| ChM                                                            | Antholz - Anterselva | Relais 2 × 6 km F + 2 × 6 km H     | 13 février 2020  | Norvège - Marte Olsbu Røiseland - Tiril Eckhoff - Tarjei Bø - Johannes Thingnes Bø | Italie - Lisa Vittozzi - Dorothea Wierer - Lukas Hofer - Dominik Windisch                  | Tchéquie - Eva Kristejn Puskarčíková - Markéta Davidová - Ondřej Moravec - Michal Krčmář | Norvège                                                                         |
| ChM                                                            | Antholz - Anterselva | Relais simple 6 km F + 7,5 km H    | 20 février 2020  | Norvège - Marte Olsbu Røiseland - Johannes Thingnes Bø                             | Allemagne - Franziska Preuss - Erik Lesser                                                 | France - Anaïs Bescond - Émilien Jacquelin                                               | Norvège                                                                         |
| Fin des championnats du monde                                  |                      |                                    |                  |                                                                                    |                                                                                            |                                                                                          |                                                                                 |
| 8                                                              | Kontiolahti          | Relais simple 6 km H + 7,5 km F    | 15 mars 2020     | Épreuves annulées (épreuves non disputées en raison de la pandémie du COVID-19)    | Épreuves annulées (épreuves non disputées en raison de la pandémie du COVID-19)            | Épreuves annulées (épreuves non disputées en raison de la pandémie du COVID-19)          | Épreuves annulées (épreuves non disputées en raison de la pandémie du COVID-19) |
| 8                                                              | Kontiolahti          | Relais 2 × 7,5 km H + 2 × 7,5 km F | 15 mars 2020     | Épreuves annulées (épreuves non disputées en raison de la pandémie du COVID-19)    | Épreuves annulées (épreuves non disputées en raison de la pandémie du COVID-19)            | Épreuves annulées (épreuves non disputées en raison de la pandémie du COVID-19)          | Épreuves annulées (épreuves non disputées en raison de la pandémie du COVID-19) |

## Tableau des podiums
| Rang | Nation     | Places | Places | Places | Total de podiums |
| Rang | Nation     | 1er    | 2e     | 3e     | Total de podiums |
| ---- | ---------- | ------ | ------ | ------ | ---------------- |
| 1    | Norvège    | 32     | 12     | 11     | 55               |
| 2    | France     | 15     | 20     | 16     | 51               |
| 3    | Italie     | 5      | 4      | 3      | 12               |
| 4    | Allemagne  | 4      | 10     | 8      | 22               |
| 5    | Suède      | 2      | 5      | 6      | 13               |
| 6    | Russie     | 1      | 2      | 4      | 7                |
| 7    | Finlande   | 1      | 0      | 0      | 1                |
| 8    | Suisse     | 0      | 2      | 3      | 5                |
| 9    | Ukraine    | 0      | 2      | 1      | 3                |
| 10   | Slovaquie  | 0      | 1      | 0      | 1                |
| »    | Estonie    | 0      | 1      | 0      | 1                |
| »    | États-Unis | 0      | 1      | 0      | 1                |
| 13   | Tchéquie   | 0      | 0      | 5      | 5                |
| 14   | Autriche   | 0      | 0      | 3      | 3                |

Dernière mise à jour le 14 mars 2020

## Retraites sportives
Les biathlètes suivants prennent leur retraite sportive au cours ou à l'issue de cette saison.
| - Hommes - Martin Fourcade | - Femmes - Kaisa Mäkäräinen - Célia Aymonier |